# Kolędziany (hromada)
Kolędziany (ukr. Колиндянська сільська громада) – hromada wiejska w obwodzie tarnopolskim, w rejonie czortkowskim.
Utworzona 29 lipca 2015 r.
Hromada składa się z 8 wsi: Czarnokońce Małe, Czarnokońce Wielkie, Dawidkowce, Kolędziany, Probużna, Tarnawka, Tłusteńkie, Wola Czarnokoniecka.